# Ahmad Thomas
Ahmad Thomas (Miami, 15 dicembre 1994) è un giocatore di football americano statunitense che milita nel ruolo di linebacker per gli Indianapolis Colts della National Football League (NFL). Non selezionato nel Draft NFL 2017, firmò come undrafted free agent con gli Oakland Raiders. Al college ha giocato a football per Oklahoma.

## Carriera universitaria
Thomas frequentò l'Università dell'Oklahoma dal 2013 al 2016 e giocò nel ruolo di safety per gli Oklahoma Sooners. In quattro stagioni disputò 51 partite (39 da titolare) e fece registrare 223 tackle totali (149 singoli), 2,5 sack, quattro intercetti, un fumble recuperato e sette passaggi deviati.

## Carriera professionistica

### Oakland Raiders
Il 5 maggio 2017, Thomas firmò come undrafted free agent con gli Oakland Raiders, ma venne svincolato tre giorni dopo.

### Green Bay Packers
Il 29 novembre 2017, Thomas firmò con i Green Bay Packers e venne assegnato alla squadra di allenamento. Il 4 gennaio 2018 firmò un contratto con riserva con la squadra.
Il 1º settembre 2018, Thomas fu svincolato dai Packers.

### Indianapolis Colts
Il 3 settembre 2018, Thomas firmò con gli Indianapolis Colts e fu assegnato alla squadra di allenamento. Fu promosso alla prima squadra il 14 dicembre 2018. Debuttò come professionista nella partita del quindicesimo turno contro i Dallas Cowboys, senza far registrare alcuna statistica. Partì come titolare nel turno successivo contro i New York Giants mettendo a segno il suo primo tackle in carriera. Chiuse la stagione 2018 con due presenze (di cui una da titolare) e un placcaggio assistito.